# جانزتاون (پنسیلوانیا)
جانزتاون (به انگلیسی: Johnstown) شهری در ایالت پنسیلوانیا کشور ایالات متحده آمریکا است که جمعیت آن در سرشماری سال ۲۰۱۰ میلادی، ۲۰٬۹۷۸ نفر بوده‌است.
در ۳۱ ماه مه ۱۸۸۹ در این شهر سیلی آمد. که ۲٬۲۰۹ کشته برجای گذاشت و خسارات مادی سیل جانزتاون ۱۷ میلیون دلار تخمین زده شد. این میزان خسارت مالی معادل ۴۲۵ میلیون دلار امروزی برآورد می‌شود.
۹۹ خانوار به طور کامل در این سیل از بین رفتند و ۳۹۶ تن از قربانیان این سیل کودک بودند.
شهر جونزتاون پیش از سیل ۳۰ هزار نفر جمعیت داشت و این شهر که به خاطر کیفیت فولاد تولیدی خود شهرت یافته بود مهاجران آلمانی و ولزی زیادی را به خود جلب کرده‌بود.

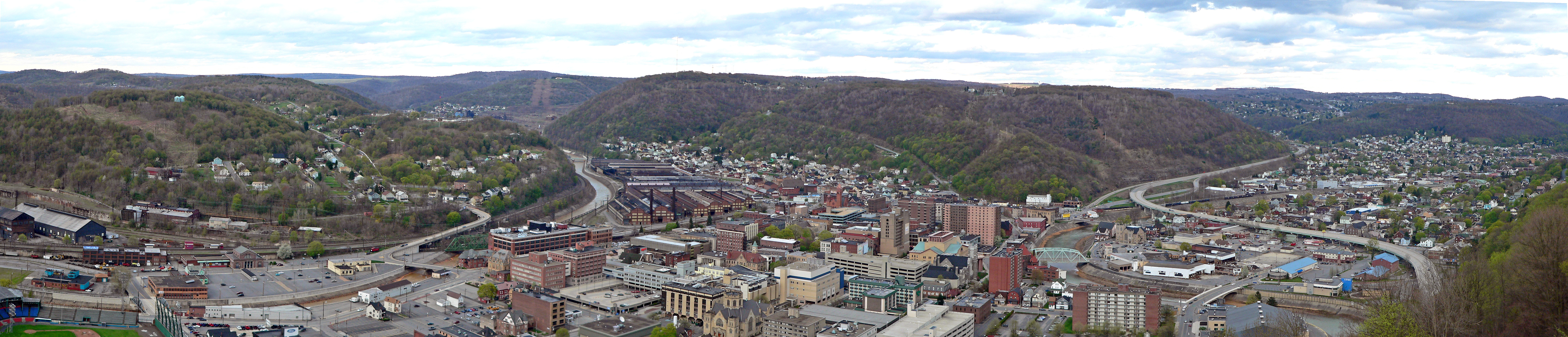
چشم‌اندازی از شهر جانزتاون